# MVV Maastricht
MVV Maastricht (phát âm tiếng Hà Lan: [ˌɛmveːˈveː maːˈstrɪxt], tên đầy đủ Maatschappelijke Voetbal Vereniging Maastricht [maːtsxɑpələkə vudbɑl vəˌreːnəɣɪŋ maːstrɪxt]) là một câu lạc bộ bóng đá chuyên nghiệp người Hà Lan từ thành phố Maastricht, được thành lập vào ngày 02 tháng 4 năm 1902. Vì logo của họ dựa trên huy hiệu của thành phố, một thiên thần vũ trang cầm khiên màu đỏ với ngôi sao trắng, nên họ có biệt danh là "de Sterrendragers" ("Người mặc ngôi sao") và, theo phương ngữ địa phương, "Us MVV'ke" ("MVV nhỏ của chúng tôi"). Cho đến năm 2011, câu lạc bộ chỉ là Maastrichtse Voetbal Vereniging, cho đến khi tên chính thức thay đổi để lấy tên thành phố được bao gồm trong tên đầy đủ.

## Danh dự
- Eerste Divisie
  - Vô địch: 1984, 1997
- Thăng hạng Eredivisie
  - Thăng hạng: 1978, 1988
- Cúp Liên đoàn UEFA
  - Vô địch: 1970

### Kết quả
Dưới đây là bảng với kết quả trong nước của MVV kể từ khi giới thiệu bóng đá chuyên nghiệp vào năm 1956. 
| Domestic Results since 1956 | Domestic Results since 1956 | Domestic Results since 1956                    | Domestic Results since 1956 | Domestic Results since 1956 |
| Domestic league             | League result               | Qualification to                               | KNVB Cup season             | Cup result                  |
| --------------------------- | --------------------------- | ---------------------------------------------- | --------------------------- | --------------------------- |
| 2017–18 Eerste Divisie      | 10th                        | promotion/relegation play-offs: no promotion   | 2017–18                     | first round                 |
| 2016–17 Eerste Divisie      | 7th                         | promotion/relegation play-offs: no promotion   | 2016–17                     | first round                 |
| 2015–16 Eerste Divisie      | 10th                        | –                                              | 2015–16                     | second round                |
| 2014–15 Eerste Divisie      | 11th                        | –                                              | 2014–15                     | third round                 |
| 2013–14 Eerste Divisie      | 11th                        | –                                              | 2013–14                     | second round                |
| 2012–13 Eerste Divisie      | 5th                         | promotion/relegation play-offs: no promotion   | 2012–13                     | second round                |
| 2011–12 Eerste Divisie      | 8th                         | promotion/relegation play-offs: no promotion   | 2011–12                     | third round                 |
| 2010–11 Eerste Divisie      | 10th                        | promotion/relegation play-offs: no promotion   | 2010–11                     | third round                 |
| 2009–10 Eerste Divisie      | 10th                        | –                                              | 2009–10                     | second round                |
| 2008–09 Eerste Divisie      | 6th                         | promotion/relegation play-offs: no promotion   | 2008–09                     | second round                |
| 2007–08 Eerste Divisie      | 5th                         | promotion/relegation play-offs: no promotion   | 2007–08                     | third round                 |
| 2006–07 Eerste Divisie      | 13th                        | –                                              | 2006–07                     | round of 16                 |
| 2005–06 Eerste Divisie      | 13th                        | –                                              | 2005–06                     | quarter-final               |
| 2004–05 Eerste Divisie      | 14th                        | –                                              | 2004–05                     | first round                 |
| 2003–04 Eerste Divisie      | 18th                        | –                                              | 2003–04                     | second round                |
| 2002–03 Eerste Divisie      | 16th                        | –                                              | 2002–03                     | third round                 |
| 2001–02 Eerste Divisie      | 14th                        | –                                              | 2001–02                     | group stage                 |
| 2000–01 Eerste Divisie      | 13th                        | –                                              | 2000–01                     | third round                 |
| 1999–2000 Eredivisie        | 16th                        | Eerste Divisie (losing prom./releg. play-offs) | 1999–00                     | second round                |
| 1998–99 Eredivisie          | 14th                        | –                                              | 1998–99                     | second round                |
| 1997–98 Eredivisie          | 15th                        | –                                              | 1997–98                     | second round                |
| 1996–97 Eerste Divisie      | 1st                         | Eredivisie (promotion)                         | 1996–97                     | group stage                 |
| 1995–96 Eerste Divisie      | 11th                        | –                                              | 1995–96                     | quarter-final               |
| 1994–95 Eredivisie          | 16th                        | Eerste Divisie (losing prom./releg. play-offs) | 1994–95                     | second round                |
| 1993–94 Eredivisie          | 10th                        | –                                              | 1993–94                     | round of 16                 |
| 1992–93 Eredivisie          | 7th                         | –                                              | 1992–93                     | round of 16                 |
| 1991–92 Eredivisie          | 7th                         | –                                              | 1991–92                     | third round                 |
| 1990–91 Eredivisie          | 15th                        | –                                              | 1990–91                     | second round                |
| 1989–90 Eredivisie          | 15th                        | –                                              | 1989–90                     | second round                |
| 1988–89 Eredivisie          | 14th                        | –                                              | 1988–89                     | second round                |
| 1987–88 Eerste Divisie      | 3rd                         | Eredivisie (winning promotion competition)     | 1987–88                     | second round                |
| 1986–87 Eerste Divisie      | 5th                         | –                                              | 1986–87                     | second round                |
| 1985–86 Eredivisie          | 16th                        | Eerste Divisie (relegation)                    | 1985–86                     | first round                 |
| 1984–85 Eredivisie          | 14th                        | –                                              | 1984–85                     | quarter-final               |
| 1983–84 Eerste Divisie      | 1st                         | Eredivisie (promotion)                         | 1983–84                     | second round                |
| 1982–83 Eerste Divisie      | 4th                         | promotion competition: no promotion            | 1982–83                     | first round                 |
| 1981–82 Eredivisie          | 16th                        | Eerste Divisie (relegation)                    | 1981–82                     | round of 16                 |
| 1980–81 Eredivisie          | 8th                         | –                                              | 1980–81                     | round of 16                 |
| 1979–80 Eredivisie          | 11th                        | –                                              | 1979–80                     | second round                |
| 1978–79 Eredivisie          | 11th                        | –                                              | 1978–79                     | second round                |
| 1977–78 Eerste Divisie      | 2nd                         | Eredivisie (winning promotion competition)     | 1977–78                     | first round                 |
| 1976–77 Eerste Divisie      | 3rd                         | promotion competition: no promotion            | 1976–77                     | quarter-final               |
| 1975–76 Eredivisie          | 17th                        | Eerste Divisie (relegation)                    | 1975–76                     | second round                |
| 1974–75 Eredivisie          | 11th                        | –                                              | 1974–75                     | second round                |
| 1973–74 Eredivisie          | 11th                        | –                                              | 1973–74                     | second round                |
| 1972–73 Eredivisie          | 7th                         | –                                              | 1972–73                     | second round                |
| 1971–72 Eredivisie          | 10th                        | –                                              | 1971–72                     | round of 16                 |
| 1970–71 Eredivisie          | 13th                        | –                                              | 1970–71                     | second round                |
| 1969–70 Eredivisie          | 8th                         | –                                              | 1969–70                     | round of 16                 |
| 1968–69 Eredivisie          | 13th                        | –                                              | 1968–69                     | second round                |
| 1967–68 Eredivisie          | 13th                        | –                                              | 1967–68                     | round of 16                 |
| 1966–67 Eredivisie          | 11th                        | –                                              | 1966–67                     | round of 16                 |
| 1965–66 Eredivisie          | 15th                        | –                                              | 1965–66                     | round of 16                 |
| 1964–65 Eredivisie          | 8th                         | –                                              | 1964–65                     | first round                 |
| 1963–64 Eredivisie          | 11th                        | –                                              | 1963–64                     | first round                 |
| 1962–63 Eredivisie          | 9th                         | –                                              | 1962–63                     | quarter-final               |
| 1961–62 Eredivisie          | 6th                         | –                                              | 1961–62                     | ?                           |
| 1960–61 Eredivisie          | 14th                        | –                                              | 1960–61                     | ?                           |
| 1959–60 Eredivisie          | 13th                        | –                                              | not held                    | not held                    |
| 1958–59 Eredivisie          | 8th                         | –                                              | 1958–59                     | ?                           |
| 1957–58 Eredivisie          | 5th                         | –                                              | 1957–58                     | ?                           |
| 1956–57 Eredivisie          | 4th                         | –                                              | 1956–57                     | ?                           |

## Sân vận động
Trong những ngày đầu, MVV thường thay đổi căn cứ, bắt đầu bằng cách chơi trận đấu sân nhà trên quảng trường Vrijthof. Họ di chuyển đến một đường đua xe đạp ở rìa thành phố, trước khi cuối cùng tạo ra mặt bằng của riêng họ tại địa điểm của Boschpoort. Sân vận động đã được đặt cùng tên. Người ta tuyên bố rằng chính những người chơi MVV đầu tiên đã nâng cao đồng cỏ để tạo ra một sân có thể chơi được. Sau đó, khán đài đã được xây dựng, cải tiến và mở rộng trong các khoảng thời gian khác nhau.
Vào tháng 1 năm 1962, họ chuyển đến vùng đất hiện tại của họ tại địa hình Geusselt. Một lần nữa, tên của địa điểm cũng trở thành tên của sân vận động. Geusselt đã được cơ cấu lại vào những dịp khác nhau. Trong lần tái thiết lớn đầu tiên, đường đua thể thao đã bị gỡ bỏ, sân được quay 90 độ và các ghế chỉ được xây dựng mới chỉ làm giảm sức chứa của mặt đất. Trong thiên niên kỷ mới, các góc mở của sân vận động đã bị đóng cửa và khán đài duy nhất cuối cùng được thay thế bằng một khán đài toàn ghế ngồi duy nhất. Hiện tại sân vận động có sức chứa khoảng 10.000.

## Cầu thủ

### Đội hình hiện tại
Tính đến ngày 10 tháng 1 năm 2019 
| No. |             | Position | Player                                        |
| --- | ----------- | -------- | --------------------------------------------- |
| 1   | Netherlands | GK       | Luuk Koopmans (on loan from PSV)              |
| 3   | Belgium     | DF       | Dimitri Lavalée (on loan from Standard Liège) |
| 4   | Curaçao     | DF       | Shermar Martina                               |
| 5   | Belgium     | DF       | Maxime Gunst                                  |
| 6   | Netherlands | MF       | Ricardo Ippel (captain)                       |
| 7   | Portugal    | FW       | Asumah Abubakar                               |
| 8   | Germany     | MF       | Joshua Holtby                                 |
| 9   | Netherlands | FW       | Anthony van den Hurk                          |
| 10  | Belgium     | FW       | Jordy Croux (on loan from Willem II)          |
| 11  | Netherlands | FW       | Joeri Schroyen                                |
| 12  | Netherlands | GK       | Lars van Meurs                                |
| 13  | Belgium     | MF       | Pieter Nys                                    |
| 14  | Belgium     | MF       | Jérôme Deom (on loan from Standard Liège)     |

| No. |             | Position | Player            |
| --- | ----------- | -------- | ----------------- |
| 16  | Belgium     | FW       | Koen Kostons      |
| 17  | Netherlands | MF       | Luc Mares         |
| 19  | Belgium     | FW       | Tuur Houben       |
| 20  | Belgium     | DF       | Marnick Vermijl   |
| 21  | Curaçao     | MF       | Shermaine Martina |
| 23  | Belgium     | GK       | Gilles Deusings   |
| 24  | Netherlands | FW       | Doğan Gölpek      |
| 25  | Iraq        | DF       | Hawbir Mustafa    |
| 26  | Netherlands | FW       | Lars Reck         |
| 27  | Netherlands | MF       | Dimmy Kool        |
| 28  | Netherlands | MF       | Nino Everaers     |
| 31  | Netherlands | FW       | Xavier Mbuyamba   |

## Lịch sử quản lý
| - Bill Julian (1932–34) - Viktor Havlicek (1948–56) - Friedrich Donnenfeld (1966–68) - George Knobel (1969–73) - Maarten Vink (1973) - Leo Canjels (1973–75) - André Maas (1975–76) - George Knobel (1976–78) - Leo Steegman (1978–81) - Cor van der Hart (1980–81) - Friedel Rausch (1982–83) - Jo Bonfrere (1983) - Clemens Westerhof (1983–84) | - Barry Hughes (1984–85) - Jo Bonfrere (1985) - Cor Brom (1985) - Pim van de Meent (1985–86) - Frans Körver (1986–89) - Sef Vergoossen (1989–95) - Jan Reker (May 1995 – Oct 95) - Frans Körver (Oct 1995 – Jun 98) - Wim Koevermans (Jul 1998– Nov 00) - Roger Reijners (Nov 2000 – Nov 02) - Ron Elsen (Nov 2002 – Jul 03) (caretaker) - Jan van Deinsen (Aug 2003 – Feb 04)]] - Rob Delahaye (Feb 2004 – Jun 04) (caretaker) | - Andries Jonker (Jul 2004–06) - Jurrie Koolhof (2006– Feb 07) - Ron Elsen (Feb 2007 – Mar 07) (caretaker) - Rob Delahaye (Apr 2007 – Jun 07) (caretaker) - Robert Maaskant (Jul 2007–08) - Fuat Çapa (Jul 2008 – Feb 10) - Paul Meulenberg (Feb 2010 – Mar 10) (caretaker) - Ron Elsen (Mar 2010) (caretaker) - René Trost (Jul 2010–13) - Tiny Ruys (Jul 2013 – Dec 13) - Edwin Hermans / Ron Elsen (Dec 13 – Jun 14) - Ron Elsen (Jul 14-now) |

## Cầu thủ đáng chú ý
Xem thêm Thể loại: Cầu thủ bóng đá MVV Maastricht